# Дервезинский этрап
Дервезинский этрап (туркм. Derweze etraby) — этрап в Ахалском велаяте Туркменистана. Административный центр — село им. Г.Оразова.

## История
Образован в январе 1925 года как Полторацкий район Полторацкого округа Туркменской ССР с центром в городе Полторацке.
В феврале 1925 центр района перенесён на станцию Безмеин.
В январе 1926 район был переименован в Безмеинский район.
В августе 1926 был упразднён Полторацкий округ, и Безмеинский район перешёл в прямое подчинение Туркменской ССР.
В январе 1927 Безмеинский район был вновь переименован в Полторацкий, а его центр перенесён в город Полторацк.
В мае 1927 Полторацкий район был переименован в Ашхабадский район, а его центр переименован в город Ашхабад.
В октябре 1930 район был упразднён, а его территория разделена между Ашхабадским горсоветом и Геок-Тепинским районом.
В мае 1936 Ашхабадский район был восстановлен.
В ноябре 1939 Ашхабадский район отошёл к новообразованной Ашхабадской области.
В мае 1959 Ашхабадская область была упразднена и район вновь перешёл в прямое подчинение Туркменской ССР.
В декабре 1973 года вновь была создана Ашхабадская область, в состав которой вошёл Ашхабадский район. Его центром стал пгт им. Овезберды Кулиева.
В 1988 году Ашхабадская область вновь была упразднена и район перешёл в прямое подчинение Туркменской ССР.
В 1992 году уже в независимом Туркменистане был создан Ахалский велаят, в состав которого вошёл и Ашхабадский этрап (район).
В октябре 2001 года Ашхабадский этрап был переименован в Рухабатский район в честь книги президента Туркменистана С. А. Ниязова «Рухнама». Одновременно центр района пгт им. Овезберды Кулиева был переименован в Рухабат.
В 2013 переименован в Дервезинский этрап.